# Hemicladus callipus
Hemicladus callipus is een keversoort uit de familie van de boktorren (Cerambycidae). De wetenschappelijke naam van de soort werd voor het eerst geldig gepubliceerd in 1857 door Buquet.